# دوغ غرين
دوغ غرين (بالإنجليزية: Doug Green)‏ هو شخصية أعمال أمريكي، ولد في 1950.